# (10012) Tmutarakania
(10012) Tmutarakania es un asteroide que forma parte del cinturón de asteroides y fue descubierto por Liudmila Gueorguievna Karachkina y Nikolái Stepánovich Chernyj el 3 de septiembre de 1978 desde el Observatorio Astrofísico de Crimea, en Naúchni.

## Designación y nombre
Tmutarakania fue designado al principio como 1978 RE3.
Más adelante, en 2001, se nombró por el antiguo principado ruso de Tmutarakáñ.

## Características orbitales
Tmutarakania está situado a una distancia media de 2,442 ua del Sol, pudiendo acercarse hasta 1,982 ua y alejarse hasta 2,902 ua. Su inclinación orbital es 1,558 grados y la excentricidad 0,1883. Emplea en completar una órbita alrededor del Sol 1394 días. El movimiento de Tmutarakania sobre el fondo estelar es de 0,2583 grados por día.

## Características físicas
La magnitud absoluta de Tmutarakania es 14,6.